# Maria Schneider
Maria Schneider (Paris, 27 de março de 1952 — Paris, 3 de fevereiro de 2011) foi uma atriz francesa. Ela é mais conhecida por interpretar a personagem Jeanne, protagonista do filme O Último Tango em Paris, de 1972.

## Biografia
Maria nasceu em Paris, em 1952. Era filha do ator francês Daniel Gélin e de Marie-Christine Schneider, da Romênia, dona de uma livraria. Daniel era casado com a atriz e produtora Danièle Delorme na época em que teve um caso com Marie-Christine, do qual nasceu Maria, mas ele nunca a reconheceu como filha. Maria viu o pai apenas três vezes em encontros supervisionados pela mãe.
Quando adolescente, ela já amava o cinema, indo assistir filmes pelo menos quatro vezes por semana. Aos 15 anos, ela saiu de casas após discutir com a mãe e começou a trabalhar como atriz de teatro na mesma época. Para ganhar algum dinheiro, trabalhou também como modelo e como figurante em filmes. Foi trabalhando como figurante que ela conheceu Brigitte Bardot, que conhecia seu pai. Sabendo da situação da moça, Bardot lhe deu abrigo em sua casa e foi assim que Maria conheceu pessoas importantes na indústria do cinema, como William Morris Agency. Maria tinha apenas 18 anos quando ganhou um importante papel, no filme de 1970, The Love Mates, com Alain Delon.

## Carreira
Maria ganhou projeção internacional com o filme O Último Tango em Paris, de 1972, com apenas 19 anos, em uma cena de sexo explícito, dirigida por Bernardo Bertolucci. Em uma entrevista de 2007, Maria disse que Bernardo era manipulador e fazia de tudo, qualquer coisa, para obter reações dela. Marlon Brando, seu co-protagonista, disse que mantinha uma relação amigável com ela, mas sugeriu a cena do estupro para Bernardo, que aceitou. Porém, Maria não foi informada do teor da cena.
| “ | Eu deveria ter ligado para o meu agente ou ter meu advogado no set porque você não pode forçar alguém a fazer algo que não esteja no roteiro, mas na época eu não sabia disso. Marlon me disse: "Maria, não se preocupe, é só um filme", mas durante a cena, apesar do que Marlon estar fazendo não ser real, eu estava chorando de verdade. Me senti humilhada e, para ser sincera, me senti estuprada, tanto por Marlon quanto por Bertolucci. Depois da cena, Marlon não me consolou nem pediu desculpas. Felizmente, foi apenas uma tomada. | ” |

Em 2013, Bernardo Bertolucci admitiu que manteve a informação para si para poder gerar uma reação "real e de frustração" da atriz. Já Marlon Brando alegou que Bertolucci queria uma cena de sexo real entre os personagens, mas o diretor e a própria Maria disseram que foi simulado, o que ainda não diminui o sofrimento da atriz.
Muitas atrizes e diretoras se pronunciaram contra a atitude de Bertolucci, como a atriz Jessica Tovey, que escrevendo para o The Guardian, disse que perseguir a visão artística não podia ferir a integridade dos artistas. Jessica também disse que é difícil pensar numa inversão de papéis, onde Brando seria brutalizado sem seu consentimento apenas para gerar reações reais, enquanto Maria e Bertolucci soubessem de tudo e o ator não.
Em 2001, Maria comentou:
| “ | O Último Tango em Paris foi meu primeiro grande papel. Na verdade, foi uma completa coincidência. Eu era amiga de Dominique Sanda. Ela ia fazer um filme com Jean-Louis Trintignant, mas estava grávida. Ela tinha uma fogo grande de nós duas e Bertolucci viu. Ele então me escalou para o filme... Eu me arrependo da escolha desde o início, pois minha carreira teria sido mais calma. Para Tanto, eu não estava preparada. As pessoas se identificaram com uma personagem que não era eu. Manteiga, sobre velhos porcos atrevidos... Até mesmo Marlon, com sua classe e carisma, se sentiu violado, exposto, neste filme. Ele o rejeitou por anos. E eu senti duplamente. | ” |

O escândalo em torno do filme foi extremamente prejudicial para sua carreira. Maria lutou contra a depressão profunda, se tornou viciada em drogas e tentou o suicídio várias vezes. Ela acabou se tornando uma defensora dos direitos das mulheres, especialmente no cinema, pedindo por mais mulheres na cadeira de direção, por mais respeito às atrizes e melhor representação das mulheres na mídia e no cinema. Processos criminais contra Bertolucci foram abertos na Itália por conta da cena de estupro; o filme foi censurado pela comissão italiana e todas as cópias foram destruídas. Uma corte italiana revogou os direitos civis de Bertolucci por cinco anos e lhe deu uma sentença de quatro meses de prisão. Em 1978, a Corte de Apelações de Bolonha ordenou que três cópias do filme fossem preservadas na filmoteca nacional, com a condição de que elas não pudessem ser visualizadas, até que Bertolucci pudesse, mais tarde, reenviá-la para distribuição geral sem cortes.
| “ | Ainda estou lutando pela imagem das mulheres no cinema e ainda estou atuando, não tanto quanto eu gostaria, porque para uma mulher de 40 e tantos anos, é difícil encontrar trabalho. Não só na França. Eu tive uma conversa com Anjelica Huston no ano passado. Nós falamos sobre o mesmo problema, sabe? Não sei, de onde isso vem? Os roteiristas, os produtores ou os diretores? Mas acho é uma pena mesmo para o público. Nós recebemos apoio do público para ver mulheres maduras no cinema. Nós temos muitos homens machistas no cinema. Uma atriz como Meryl Streep não trabalha tanto quanto Robert De Niro. | ” |

## Vida pessoal
Em 1974, Maria se declarou bissexual. Em 1976, ela abandonou os sets do filme Calígula por conta do conteúdo pornográfico explícito e se internou em um hospital de Roma por vários dias. Por não querer fazer as cenas de sexo e nudez e por sumir dos sets, a fez ser dispensada da gravação, sendo substituída por Teresa Ann Savoy.
Maria largaria várias produções na década seguinte por diferenças criativas, por não se sentir adequada para o papel ou por cenas de sexo e nudez. A década de 1970 foi muito turbulenta, marcada por uso de drogas, overdoses e tentativas de suicídio. O sucesso instantâneo dado por O Último Tango em Paris.
Os traumas psicológicos vividos pela atriz após a gravação de "O Último Tango em Paris" tem relação com a cena de estupro com Marlon Brando, sob direção do cineasta Bernardo Bertolucci. Segundo o próprio cineasta, a cena de sexo forçado foi feita com o uso de manteiga, sem qualquer tipo de ciência da atriz. Ainda, declarou Bertolucci que tinha como objetivo gravar a reação mais espontânea da atriz.[carece de fontes?]
A situação melhoraria na década de 1980. Depois de perder muitos amigos para as drogas, ela conseguiu ajuda e largou o vício. Com a ajuda de uma companheira, com quem ela ficou até a morte, ela a apoiou e ajudou a sair das drogas.

## Morte
Maria morreu devido a um câncer de mama em 3 de fevereiro de 2011, aos 58 anos, em Paris. Seu funeral foi em 10 de fevereiro de 2011, na Igreja de São Roque de Montpellier, que teve a presença de astros do cinema francês como Dominique Besnehard, Bertrand Blier, Christine Boisson, Claudia Cardinale, Alain Delon e Andréa Ferreol. Um tributo escrito por Brigitte Bardot foi lido por Alain Delon.
Maria foi cremada e depois suas cinzas foram espalhadas no oceano no topo do Rochedo da Virgem, em Biarritz, seguindo seu último desejo, na presença de sua companheira, Maria Pia Almadio, de suas meio-irmãs e meio-irmão, o também ator Xavier Gélin.

## Filmografia
- Les Femmes, 1969
- La Vieille fille, 1971
- Hellé, 1971
- Cari genitori (Dear Parents), 1972
- Último Tango em Paris, 1972
- Reigen, 1973
- Jeune fille libre le soir, 1975
- Profissão: Repórter, 1975
- Violanta, 1977
- Io sono mia, 1978
- Schöner Gigolo, armer Gigolo, 1979
- Haine, 1979
- La Dérobade, 1979
- Een Vrouw als Eva, 1979
- Weiße Reise, 1980
- Mamma Dracula, 1980
- Sezona mira u Parizu, 1981
- Merry-Go-Round, 1981
- Cercasi Gesù, 1982
- Balles perdues, 1982
- Résidence surveillée, 1987
- Bunker Palace Hôtel, 1989
- Écrans de sable, 1992
- Au pays des Juliets, 1992
- Savage Nights (Les Nuits fauves), 1992
- Jane Eyre, 1996
- Something to Believe In, 1998
- Les Acteurs, 2000
- La Clef, 2007